# Christof Fidelis Kimmel
Christof Fidelis Kimmel, avstrijski kipar, * 1792, Bruselj, Belgija, † 23. avgust 1869, Ljubljana, Slovenija. 
Sodeloval je s kiparjem Josefom Klieberjem z Dunaja. Kip svete Trojice v cerkvi Maria am Gestade na Dunaju je eno najpomembnejših Kimmlovih del. Leta 1867 se je preselil v Ljubljano, kjer je zadnji dve leti svojega življenja prebival s svojo hčerko in zetom Filipom Fröhlichom.